# ミーシカ・コソラープィ
ミーシカ・コソラープィ（露: Мишка Косолапый, 英: Mishka Kosolapy）は、ロシアの製菓メーカー、クラスヌィ・オクチャブリが製造しているチョコレート菓子のブランドである。ミーシカ・コソラープイ、ミーシカ・コソラプイ、ミーシュカ・カサラープィなどとも表記される。
販売会社は、ユナイテッド・コンフェクショナーズの小売店チェーン、ユナイテッド・コンフェクショナーズ・ネットワーク (ООО «Объединённая кондитерская сеть») である。「ミーシカ・コソラープィ」の商標は、クラスヌィ・オクチャブリが保有している。

## 概要

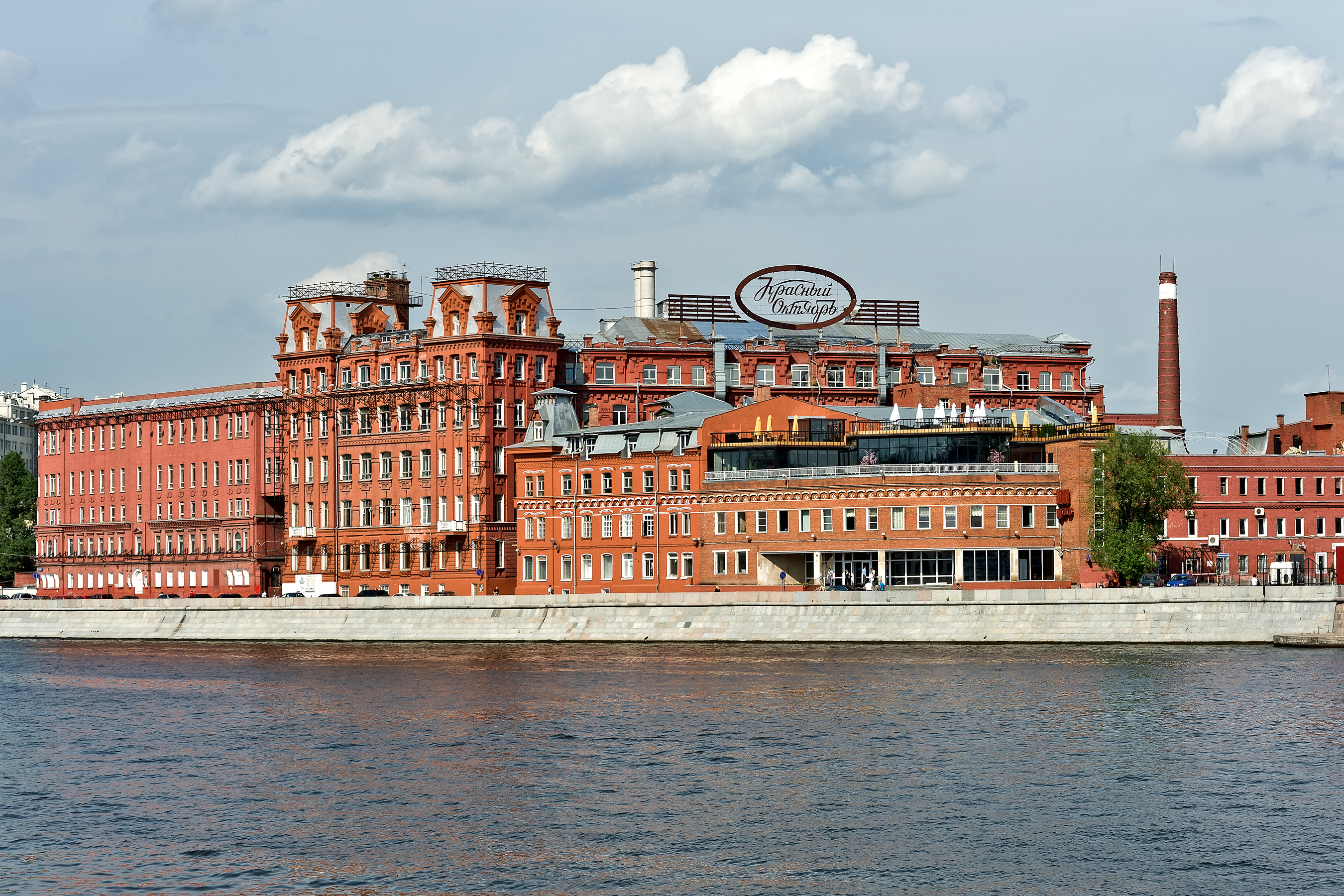
クラスヌィ・オクチャブリの工場

アーモンドを用いたプラリネを2枚のウエハースで挟み、全体をビターチョコレートでコーティングした菓子である。「ミーシカ・コソラープィ」は、ロシア語で「不器用なクマ」もしくは「内またのクマ」といった意味をもつ。2001年11月4日付けのアガニョーク誌の記事によると、1902年以降の生産量はおよそ45億個にのぼる。1958年に開催されたブリュッセル万国博覧会においてグランプリを受賞している。
ミーシカ・コソラープィは、プラリネ・キャンディ「取ってごらん」などとともに、製菓メーカーのエイネムによって開発されたものであるが、
それがいつであるのかははっきりとしていない。19世紀の終わり頃には、エイネムで試作品がつくられていたという説もある。レシピは、販売開始以降ほとんど変わっていないとされる。

## パッケージ

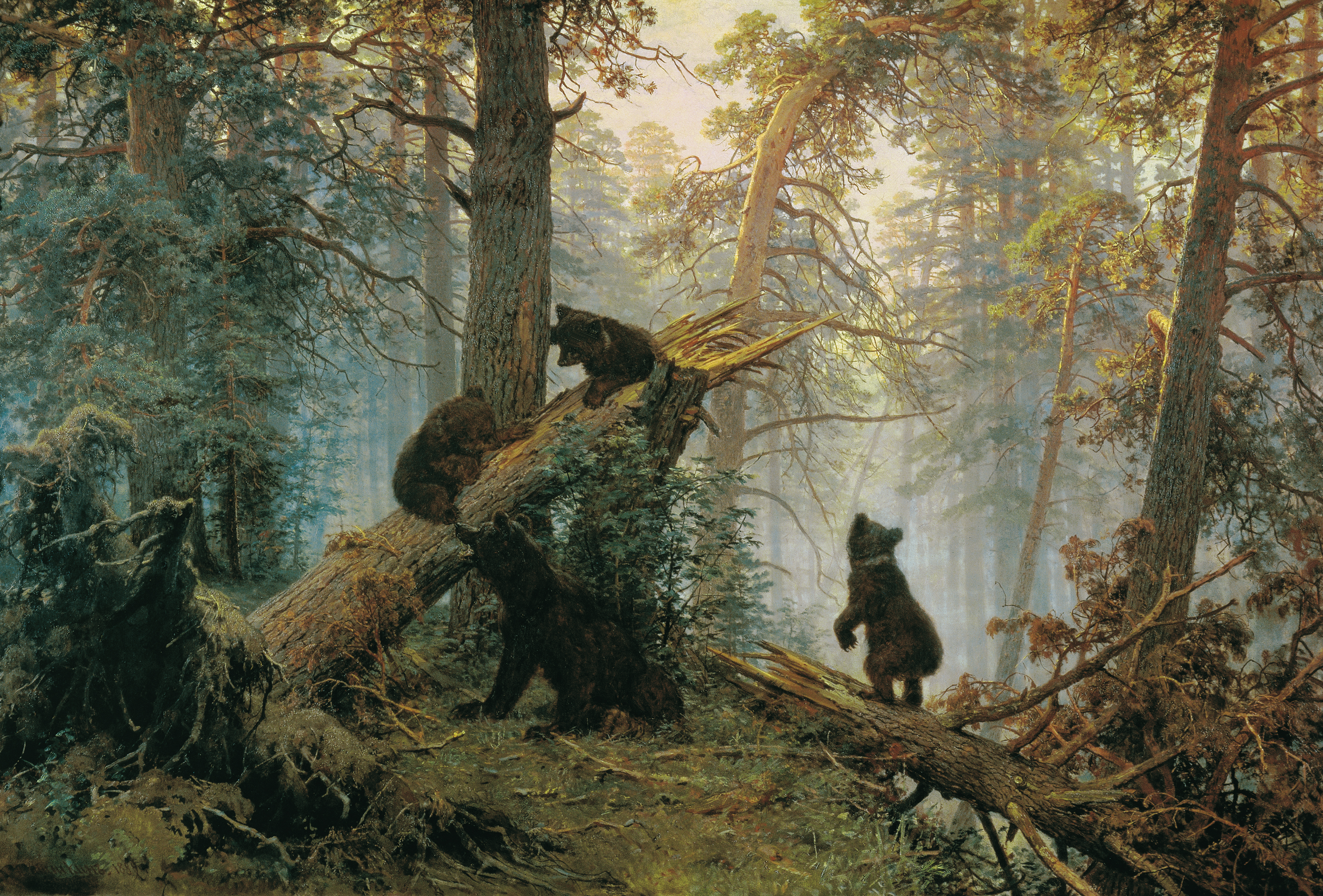
『松林の朝』

イヴァン・シーシキンおよびコンスタンチン・サヴィツキーが手がけた絵画『松林の朝』の複製画をもとにパッケージのデザイン画を描くことを、エイネムがアーティストのエマヌイル・アンドレーエフに命じ、出来上がったデザインが1913年にパッケージに使用された。背景色にはターコイズブルーが選ばれた。アンドレーエフによるデザインは、現在に至るまでほとんど変わっていない。当時のパッケージにはベツレヘムの星も描かれていた。
かつてはロシア帝国の紋章が入ったパッケージも存在しており、これは、1896年にニジニ・ノヴゴロドで開催された全ロシア博覧会に出品され、優秀な成績を収めたことを示すものとされる。1920年代初め頃のパッケージには、「ミーシカ・コソラープィを食べたいなら、預金口座を開設しましょう」との旨の惹句が印刷されている。当時は高価な嗜好品であった。